# جو ألين (صحفي)
جو ألين (بالإنجليزية: Joe Allen)‏ هو صحفي ومؤرخ أمريكي، ولد في 19 يوليو 1960 في Stoughton, Massachusetts ‏ في الولايات المتحدة.